# Победа (Брестская область)
Победа (бел. Пабеда) — деревня в Каменецком районе Брестской области Белоруссии. Входит в состав Верховичского сельсовета. Население — 70 человек (2019).

## География
Победа находится в 12 км к северо-востоку от города Высокое и в 25 км к северо-западу от города Каменец. В 6 км к северо-западу проходит граница с Польшей, деревня находится в приграничной зоне с особым режимом посещения. В 3 км к востоку находится центр сельсовета, село Верховичи, к западу и северу от деревни находятся деревни Копылы и Кунаховичи. Местность принадлежит к бассейну Вислы, вокруг села существует сеть мелиоративных каналов со стоком в реку Лесная. Местные дороги соединяют Победу с Верховичами и окрестными деревнями Копылы, Кунаховичи и Каролин.

## История
Хотя рядом с современной деревней Победа находится деревня Копылы, исторический центр имения Копылы с дворянской усадьбой находится как раз на территории Победы. Имение Копылы впервые упомянуто в 1506 году, когда великий князь Александр Ягеллончик даровал его Богдану Алексеевичу. В 1512 году Копылы перешли к Ивашко Горностаевичу, который женился на вдове Богдана. В середине века принадлежали минскому воеводе Гавриилу Горностаю.
После административно-территориальной реформы середины XVI века в Великом княжестве Литовском село входило в Берестейский повет Берестейского воеводства.
В XVII веке имение перешло к Копотям, затем — к Пусловским.
После третьего раздела Речи Посполитой (1795) Копылы в составе Российской империи, принадлежали Брестскому уезду Гродненской губернии.
В XIX веке имение было в собственности Остик-Нарбуттов, на рубеже XIX и XX века перешло в собственность рода Ротов, которые выстроили здесь усадьбу.
Согласно Рижскому мирному договору (1921) село вошло в состав межвоенной Польши, где принадлежало Брестскому повету Полесского воеводства. С 1939 года в составе БССР.
Последний владелец имения Евгений Рот вместе с братьями Константином (владевшим Верховичами) и Виктором (владевшим Каролином) был арестован в 1939 году и годом позже расстрелян в Харькове.

## Достопримечательности
- Усадьба Ротов «Копылы». Сохранились усадебный дом, амбар и конюшня.